# Дялу-Фрумос (Сібіу)
Дялу-Фрумос (рум. Dealu Frumos) — село у повіті Сібіу в Румунії. Входить до складу комуни Мергіндял.
Село розташоване на відстані 203 км на північний захід від Бухареста, 48 км на північний схід від Сібіу, 121 км на південний схід від Клуж-Напоки, 79 км на північний захід від Брашова.

## Населення
За даними перепису населення 2002 року у селі проживали 547 осіб.
Національний склад населення села:
| Національність | Кількість осіб | Відсоток |
| -------------- | -------------- | -------- |
| румуни         | 499            | 91,2%    |
| цигани         | 24             | 4,4%     |
| німці          | 23             | 4,2%     |

Рідною мовою назвали:
| Мова      | Кількість осіб | Відсоток |
| --------- | -------------- | -------- |
| румунська | 524            | 95,8%    |
| німецька  | 22             | 4,0%     |